# Stjeničnica
Stjeničnica (lat. Corispermum), biljni rod iz porodice štirovki raširen po gotovo čitavoj Euroaziji i Sjevernoj Americi. Pripada mu 69 vrsta
Rod je opisan 1753.

## Vrste
1. Corispermum afghanicum Podlech
2. Corispermum algidum Iljin
3. Corispermum altaicum Iljin
4. Corispermum americanum (Nutt.) Nutt.
5. Corispermum anatolicum Sukhor.
6. Corispermum aralocaspicum Iljin
7. Corispermum bardunovii Popov ex Lomon.
8. Corispermum × calvoborysthenicum Klokov
9. Corispermum candelabrum Iljin
10. Corispermum canescens Kit. ex Schult.
11. Corispermum chinganicum Iljin
12. Corispermum confertum Bunge ex Maxim.
13. Corispermum crassifolium Turcz.
14. Corispermum × czernjaevii Klokov
15. Corispermum declinatum Stephan ex Iljin
16. Corispermum dilutum (Kitag.) C.P.Tsien & C.G.Ma
17. Corispermum dutreuilii Iljin
18. Corispermum ellipsocarpum (C.P.Tsien & C.G.Ma) Sukhor. & M.Zhang
19. Corispermum elongatum Bunge ex Maxim.
20. Corispermum erosum Iliin
21. Corispermum falcatum Iljin
22. Corispermum flexuosum W.Wang & Fuh
23. Corispermum gallicum Iljin
24. Corispermum gelidum Iljin
25. Corispermum heptapotamicum Iljin
26. Corispermum hilariae Iljin
27. Corispermum hookeri Mosyakin
28. Corispermum huanghoense C.P.Tsien & C.G.Ma
29. Corispermum hyssopifolium L.
30. Corispermum ikramii Aellen
31. Corispermum iljinii Sukhor. & M.Zhang
32. Corispermum intermedium Schweigg.
33. Corispermum × klokovii Mosyakin
34. Corispermum komarovii Iljin
35. Corispermum korovinii Iljin
36. Corispermum krylovii Iljin
37. Corispermum laxiflorum Schrenk
38. Corispermum lehmannianum Bunge
39. Corispermum lepidocarpum Grubov
40. Corispermum lhasaense C.P.Tsien & C.G.Ma
41. Corispermum macrocarpum Bunge ex Maxim.
42. Corispermum marschallii Steven
43. Corispermum maynense Ignatov
44. Corispermum mongolicum Iliin
45. Corispermum nanum Sukhor. & M.Zhang
46. Corispermum navicula Mosyakin
47. Corispermum nitidum Kit. ex Schult.
48. Corispermum ochotense Ignatov
49. Corispermum pacificum Mosyakin
50. Corispermum pallasii Steven
51. Corispermum pallidum Mosyakin
52. Corispermum pamiricum Iljin
53. Corispermum papillosum (Kuntze) Iljin
54. Corispermum patelliforme Iljin
55. Corispermum piliferum Iljin
56. Corispermum platypterum Kitag.
57. Corispermum praecox C.P.Tsien & C.G.Ma
58. Corispermum pseudofalcatum C.P.Tsien & C.G.Ma
59. Corispermum puberulum Iljin
60. Corispermum rechingeri Sukhor.
61. Corispermum redowskii Fisch.
62. Corispermum retortum W.Wang & P.Y.Fu
63. Corispermum sibiricum Iljin
64. Corispermum squarrosum L.
65. Corispermum stauntonii Moq.
66. Corispermum stenolepis Kitag.
67. Corispermum subpentandrum Pall.
68. Corispermum tibeticum Iljin
69. Corispermum tylocarpum Hance
70. Corispermum ulopterum Fenzl ex Ledeb.
71. Corispermum villosum Rydb.
72. Corispermum welshii Mosyakin